# Vierge dorée (Marseille)
Le monument de la Vierge dorée à Marseille est situé à l’angle du boulevard Voltaire et de la rue des Héros dans le 1er arrondissement de Marseille.

## Les raisons de la construction
Le pape Pie IX promulgue le 8 décembre 1854 le dogme de l’Immaculée Conception, affirmant que la vierge Marie a été exemptée du péché originel. Pour célébrer cet évènement, plusieurs colonnes commémoratives sont érigées dans de nombreuses villes. Ainsi à Marseille deux monuments sont construits : le couronnement de la Tour Sainte dans le  quartier de Sainte-Marthe et la vierge dorée.

## Le choix de l’emplacement
Une commission de 25 membres composée de vicaires, banquiers, négociants… est chargée de la construction d’une colonne de l’immaculée conception. Le choix de l’emplacement de ce futur monument fait l’objet de nombreuses tractations entre la mairie et le diocèse. Plusieurs sites sont envisagés ; Mgr Eugène de Mazenod qui avait une vénération personnelle pour ce dogmepropose l’extrémité du cours Bonaparte, actuellement cours Pierre Puget, à l’entrée de l’actuel jardin Puget où se trouve aujourd’hui une statue représentant le célèbre sculpteur. Pour sa part la municipalité propose la place Notre-Dame du Mont ou le long de l’avenue de la chapelle Notre-Dame de la Garde. C’est ce dernier emplacement qui est officiellement proposé par le maire de Marseille Jean-François Honnorat, après avis du conseil municipal émis le 1er décembre 1855. Finalement pour mettre fin à ces divergences, l’évêque décide de choisir un terrain appartenant à l’évêché situé à proximité du petit séminaire, à l’extrémité du boulevard du Nord, actuellement boulevard d’Athènes, à l’emplacement de l’actuel escalier monumental de la gare de Marseille-Saint-Charles.

## L’édification
Les plans sont dressés par l’architecte Henri-Jacques Espérandieu. Le monument est inauguré le 8 décembre 1857. Une imposante procession en tête de laquelle se trouve l’évêque, part de l’église Saint-Joseph, parcourt la rue Paradis, la Canebière, le cours Belsunce, la rue Tapis-Vert, la place des Capucines et le boulevard d’Athènes. L’évêque célébra une messe au pied de la Vierge ; il écrira dans son journal : « Quelle messe que celle-là ! Quand j’élevais l’hostie pour montrer Jésus-Christ à son immense famille…je la tins suspendue certainement plus d’une minute entre le ciel et la terre. »Après cette inauguration, il manque encore plus du double des sommes versées afin de solder la dette due aux artistes et au constructeur. Mgr de Mazenod relance plusieurs fois les chrétiens pour recueillir les sommes nécessaires.

## Place à l’escalier
Après l’arrivée du chemine de fer et la construction de la  gare Saint-Charles, un accès direct au centre-ville par le boulevard d’Athènes s’impose. En 1922, la colonne de la vierge dorée est enlevée pour permettre la construction, à l’emplacement du petit séminaire, de l’escalier monumental. Le déplacement de cette colonne donna lieu à de vives polémiques entre le maire socialiste Siméon Flaissières et une partie de l’opinion catholique. Grâce à l’esprit de conciliation de l’évêque Mgr Joseph Antoine Fabre, un compromis est trouvé ce qui permet le transfert de la colonne à son emplacement actuel et donc son maintien dans le paysage urbain.

## Le monument

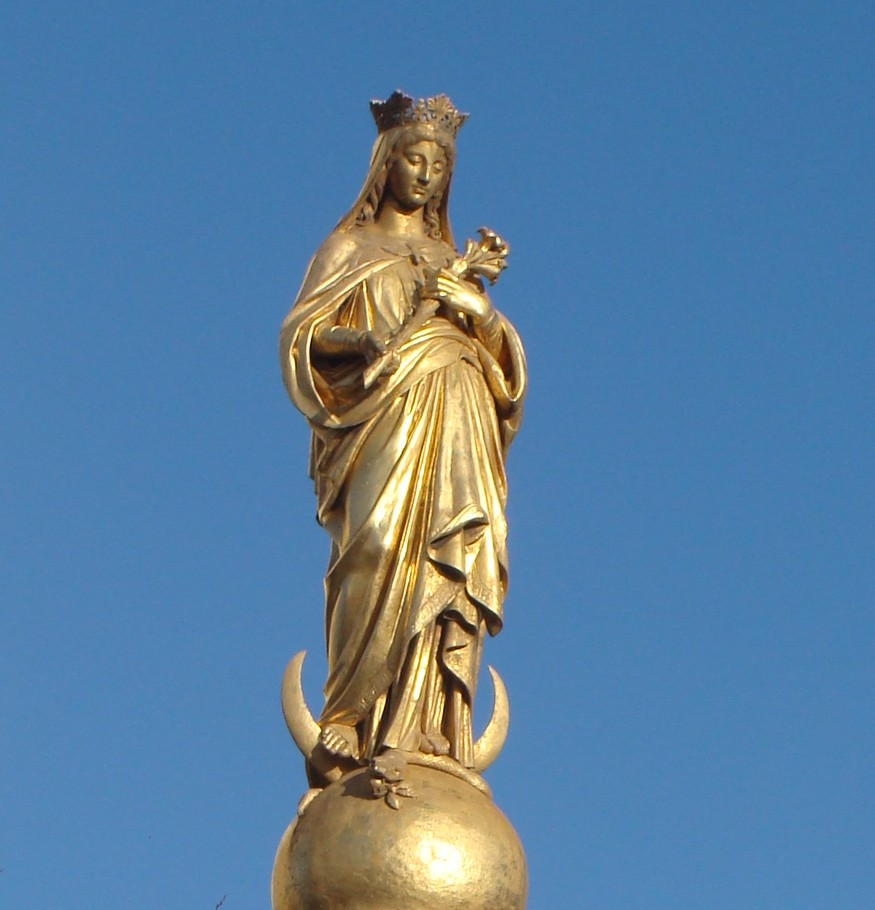

La statue haute de 3 mètres est dressée sur une colonne elle-même posée sur un piédestal. Cet ensemble encadré de deux candélabres est placé devant un mur en demi circonférence, le tout clôturé par une grille en fer forgé. Le piédestal est en pierre de Crussol, la colonne et le piédouche de la statue sont en marbre de Carrare. La statue est en alliage de plomb doré à la feuille. 
La vierge écrase le serpent et tient à la main le lys symbole de la pureté. Des guirlandes de fleurs ornent le piédestal sur lequel est gravée une dédicace latine : « VIRGINI IMMACULATAE IN MEMOR. EDICTI A PIO IX. P.M. DECRETI QUOD FUERIT SINE LAB. ORIGIN. CONCEPTA KAR. JOS. EUG. DE MAZENOD ERUS CLERUS POPULUSQ. MASSIL. AETERN. HOC FIDEI ET GRATULAT. MONUMENTUM ANO REPAR. SAL. MDCCCLVII : VI. ID. DEC. » (Charles-Joseph-Eugène de Mazenod, évêque de Marseille, de concert avec le clergé et le peuple de cette cité, ont élevé ce monument éternel de leur foi et de leurs félicitations à la vierge immaculée, en mémoire du décret prononcé par Pie IX qu’elle a été conçue sans la tâche du péché d’origine. Ils ont dédié l’an de la rédemption du monde 1857, le 6 des ides de décembre)